# Madruttberg
Der Madruttberg (auch Madrutberg, italienisch La Madrutta) ist ein 1507 m hoher Berg in den Fleimstaler Alpen.

## Lage und Umgebung
Der Madruttberg befindet sich im Süden Südtirols (Italien) über dem Unterland und ist Teil des Naturparks Trudner Horn. Nach Osten, wo sich zwischen mehreren bewaldeten Erhebungen des Bergkamms zwischen Etsch- und Cembratal die Salurner Fraktion Gfrill befindet, fällt er relativ sanft ab. Von hier führt auch ein Forstweg auf den Gipfel. Im Norden wird er durch das Aaltal von der Königswiese getrennt, im Süden durch das Laukustal vom ebenfalls zu Salurn gehörenden Buchholz. Nach Westen ins Tal der Etsch bricht er mit seiner hohen Madrutter Wand bzw. Ursulawand und weiten Schutthalden, die den Anblick des südlichen Unterlands beherrschen, steil ab. An seinem Fuße im Talboden befindet sich Laag, eine Fraktion der Gemeinde Neumarkt. Dort nimmt auch der Dürerweg seinen Anfang, der auf der ersten Wegstrecke die Südwesthänge des Madruttbergs quert.

## Name
Dem Namen Madrutt liegt ein romanisches monte ruptu zugrunde, übersetzt gebrochener Berg, was auf den steilen Abbruch der Madruttwand verweist. Aus dem Jahr 1548 ist ein Beleg für den Matrud- oder Prochenberg überliefert, eine wörtliche deutsche Übersetzung der romanischen Wurzel, die sich jedoch in der Folge nicht durchsetzte. Der Atlas Tyrolensis aus der zweiten Hälfte des 18. Jahrhunderts kannte bereits nur noch einen Madruter B.